# Pseudastylopsis nelsoni
Pseudastylopsis nelsoni är en skalbaggsart. Pseudastylopsis nelsoni ingår i släktet Pseudastylopsis och familjen långhorningar.

## Underarter
Arten delas in i följande underarter:
- P. n. nelsoni
- P. n. australis